# Lijst van krabben in België en Nederland
Deze krabbensoorten kunnen in Nederland en België voorkomen:
- Familie: Dromiidae
  - Geslacht: Dromia
    - Wolkrab – Dromia personata (Linnaeus, 1758)
- Familie: Leucosiidae
  - Geslacht: Ebalia
    - Kleine kiezelkrab – Ebalia cranchii Leach, 1817
    - Ruwe kiezelkrab – Ebalia tuberosa (Pennant, 1777)
    - Gladde kiezelkrab – Ebalia tumefacta (Montagu, 1808)
- Familie: Inachidae

  - Geslacht: Inachus
    - Gestekelde sponspootkrab – Inachus dorsettensis (Pennant, 1777)
    - Gladde sponspootkrab – Inachus phalangium (Fabricius, 1775)

  - Geslacht: Macropodia
    - Krombekhooiwagenkrab – Macropodia deflexa Forest, 1978
    - Sikkelhooiwagenkrab – Macropodia linaresi Forest & Zariquiey Alvarez, 1964
    - Gewone hooiwagenkrab – Macropodia rostrata (Linnaeus, 1761)
    - Grote hooiwagenkrab – Macropodia tenuirostris (Leach, 1814)
- Familie: Oregoniidae
  - Geslacht: Hyas
    - Gewone spinkrab – Hyas araneus (Linnaeus, 1758)
    - Rode spinkrab – Hyas coarctatus Leach, 1816
- Familie: Epialtidae
  - Geslacht: Pisa
    - Gebochelde spinkrab – Pisa armata (Latreille, 1803)
- Familie: Majidae
  - Geslacht: Eurynome
    - Paddenstoelkrab – Eurynome aspera (Pennant, 1777)

  - Geslacht: Maja
    - Atlantische zeespin – Maja brachydactyla Balss, 1922
- Familie: Corystidae
  - Geslacht: Corystes
    - Helmkrab – Corystes cassivelaunus (Pennant, 1777)
- Familie: Atelecyclidae
  - Geslacht: Atelecyclus
    - Ovaalronde krab – Atelecyclus undecimdentatus (Herbst, 1783)
    - Cirkelronde krab – Atelecyclus rotundatus (Olivi, 1792)
- Familie: Cancridae
  - Geslacht: Cancer
    - Noordzeekrab – Cancer pagurus Linnaeus, 1758
- Familie: Thiidae
  - Geslacht: Thia
    - Nagelkrabje – Thia scutellata (Fabricius, 1793)
- Familie: Carcinidae
  - Geslacht: Portumnus
    - Breedpootkrab – Portumnus latipes (Pennant, 1777)

  - Geslacht: Carcinus
    - Strandkrab – Carcinus maenas (Linnaeus, 1758)

  - Geslacht: Liocarcinus
    - Blauwpootzwemkrab – Liocarcinus depurator (Linnaeus, 1758)
    - Gewone zwemkrab – Liocarcinus holsatus (Fabricius, 1798)
    - Gemarmerde zwemkrab – Liocarcinus marmoreus (Leach, 1814)
    - Gewimperde zwemkrab – Liocarcinus navigator (Herbst, 1794)
    - Grijze zwemkrab – Liocarcinus vernalis (Risso, 1816)
    - Kleine zwemkrab – Liocarcinus pusillus (Leach, 1816)
- Familie: Macropipidae
  - Geslacht: Necora
    - Fluwelen zwemkrab – Necora puber (Linnaeus, 1767)
- Familie: Portunidae
  - Geslacht: Callinectes
    - Blauwe zwemkrab – Callinectes sapidus Rathbun, 1896
- Familie: Pilumnidae
  - Geslacht: Pilumnus
    - Ruig krabbetje – Pilumnus hirtellus (Linnaeus, 1761)
- Familie: Panopeidae
  - Geslacht: Rhithropanopeus
    - Zuiderzeekrabbetje – Rhithropanopeus harrisii (Gould, 1841)
- Familie: Pinnotheridae
  - Geslacht: Pinnotheres
    - Erwtenkrabbetje – Pinnotheres pisum (Linnaeus, 1767)
- Familie: Grapsidae
  - Geslacht: Planes
    - Columbuskrab – Planes minutus (Linnaeus, 1758)
- Familie: Varunidae
  - Geslacht: Asthenognathus
    - Kokerwormkrabbetje - Asthenognathus atlanticus Monod, 1933[5][6][7]

  - Geslacht: Eriocheir
    - Chinese wolhandkrab – Eriocheir sinensis H. Milne Edwards, 1853

  - Geslacht: Hemigrapsus
    - Blaasjeskrab – Hemigrapsus sanguineus (De Haan, 1835)
    - Penseelkrab – Hemigrapsus takanoi Asakura & Watanabe, 2005